# Themaat
Themaat (uit te spreken met de klemtoon op de eerste lettergreep) is een buurtschap, bestaande uit de Thematerweg in Haarzuilens en de Smalle Themaat in Vleuten. Zowel Vleuten als Haarzuilens zijn woonplaatsen in de Nederlandse gemeente Utrecht. De beide wegen liggen in elkaars verlengde. Het westelijk uiteinde van de Thematerweg ligt bij de vroegere hoofdingang van het park rondom Kasteel De Haar, even ten zuiden van de Brink in Haarzuilens. Het oostelijk uiteinde van de Smalle Themaat ligt enkele honderden meters verwijderd van de buurt Terwijde in de Utrechtse wijk Leidsche Rijn. De totale lengte van het lint Thematerweg plus Smalle Themaat is 2,3 km. Direct ten zuiden van de Smalle Themaat en de oostelijke helft van de Thematerweg ligt het dorp Vleuten. De westelijke helft van de Thematerweg ligt in landelijk gebied. Ten noorden van Themaat ligt de Haarrijnseplas. 
Vóór 1811 was Themaat ook een gerecht met twee 'mini-gerechten', te weten Themaat Engsgerecht en De Hegge op Themaat. Behalve de Thematerweg behoorde ook de Thematerkade in de kleine buurtschap Ockhuizen tot dit gerecht. In 1811 werd een gemeente Vleuten gevormd, waarvan behalve Vleuten zelf ook Haarzuilens (toen nog De Haar geheten) en Themaat deel gingen uitmaken. In 1818 werd een nieuwe gemeente Haarzuilens afgesplitst van Vleuten. De Thematerweg en Ockhuizen kwamen toen bij Haarzuilens. De Smalle Themaat bleef bij Vleuten. In de huidige woonplaatsenindeling is deze situatie onveranderd gebleven.

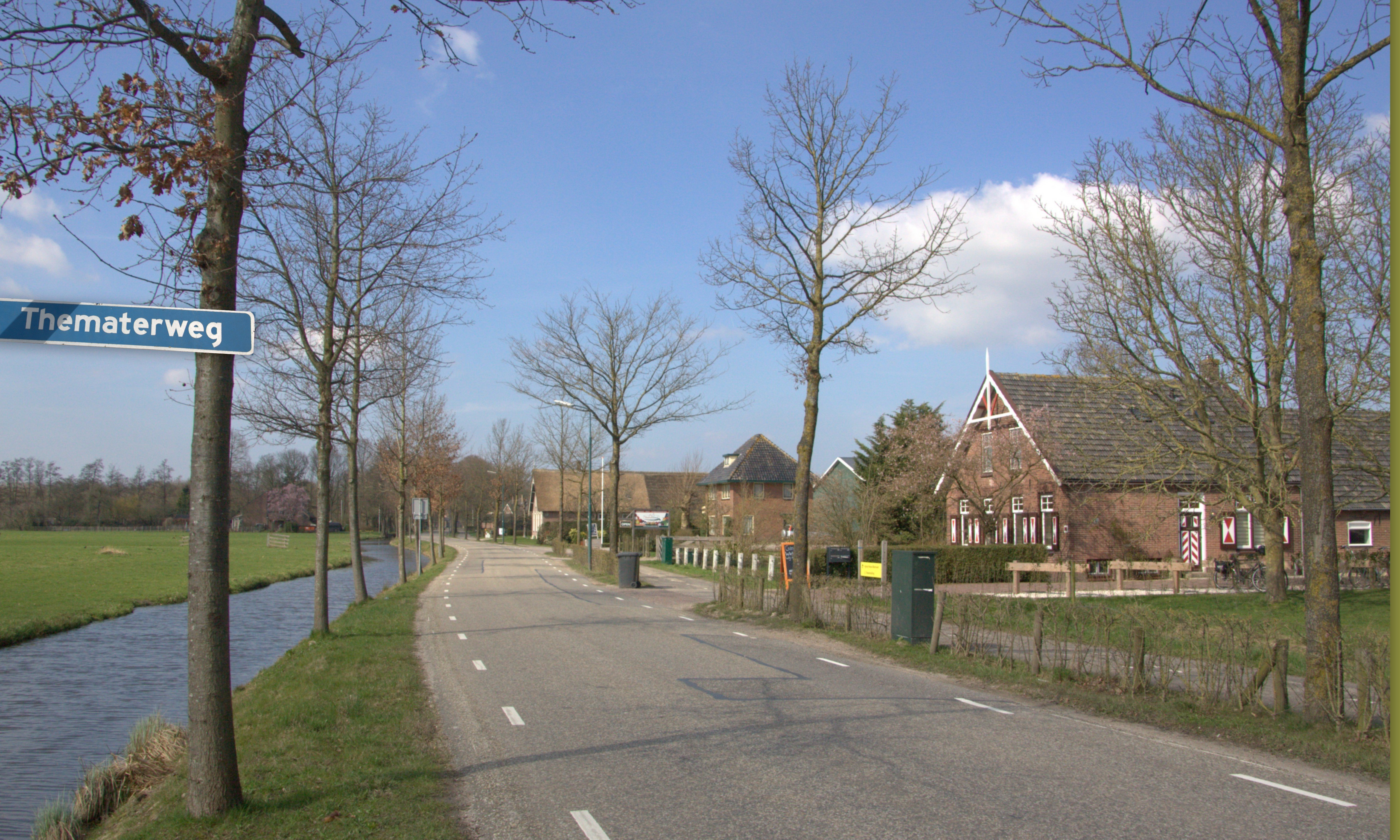
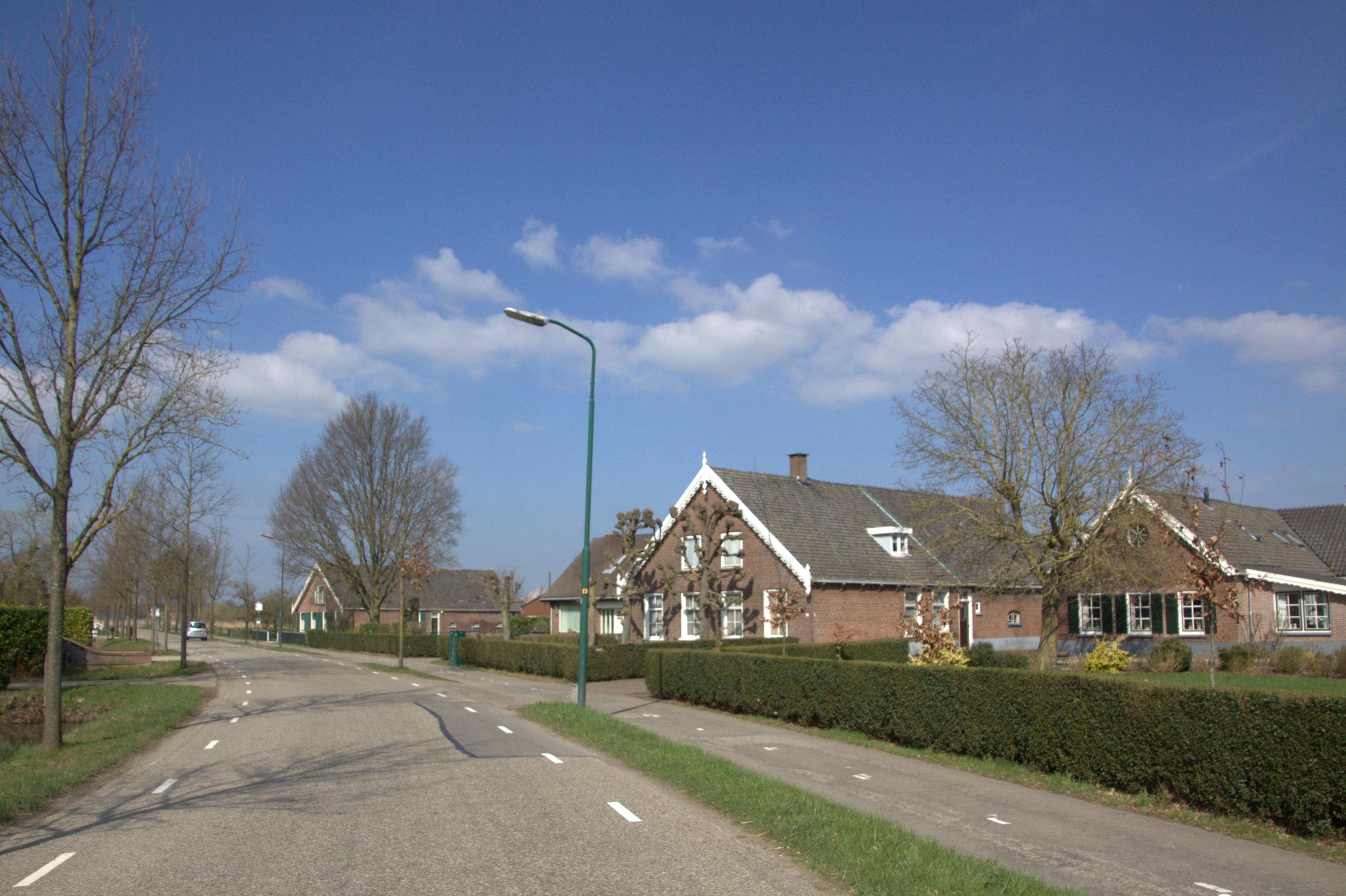
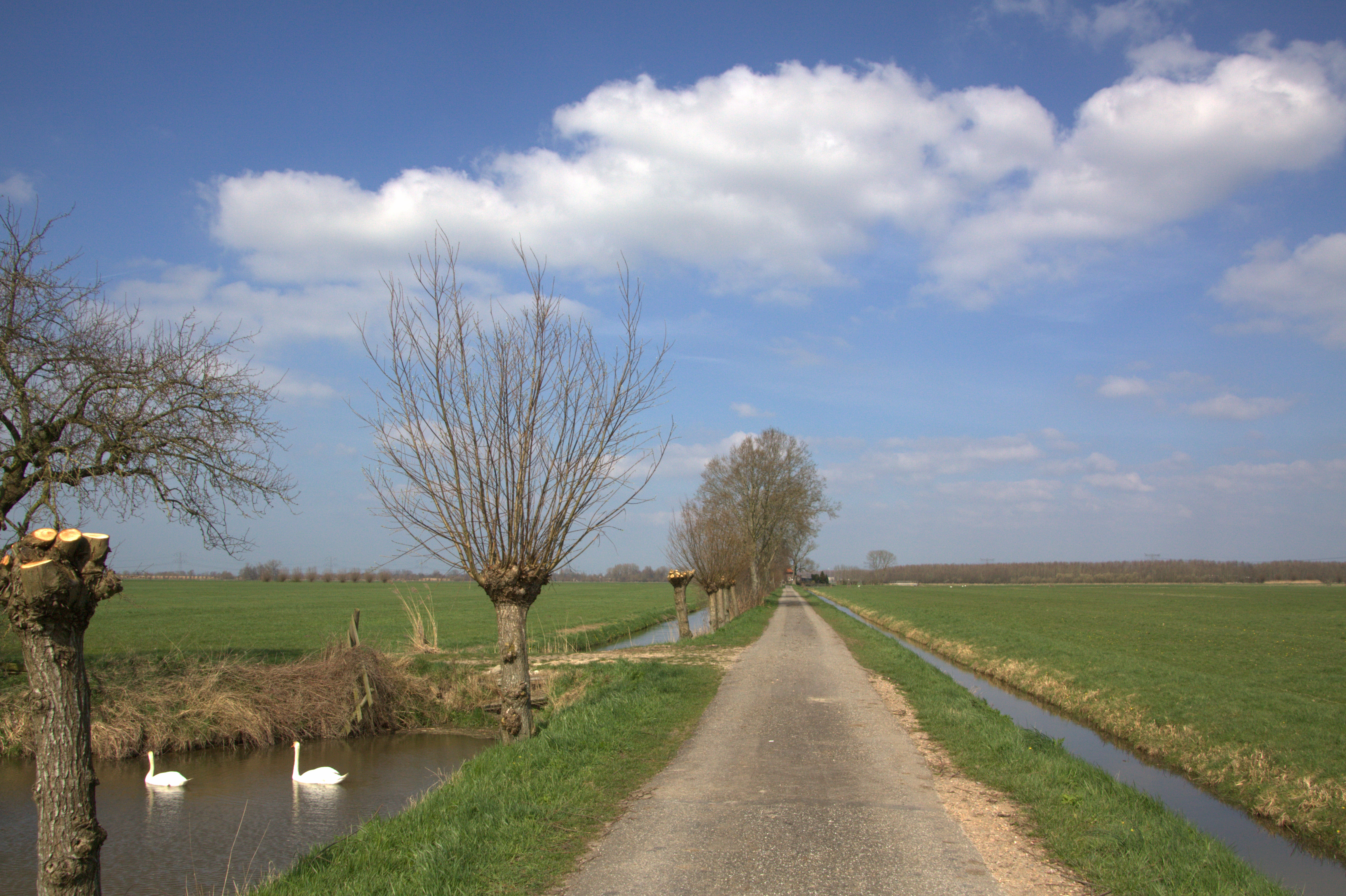
De Thematerkade gaande naar het voormalig gemaal
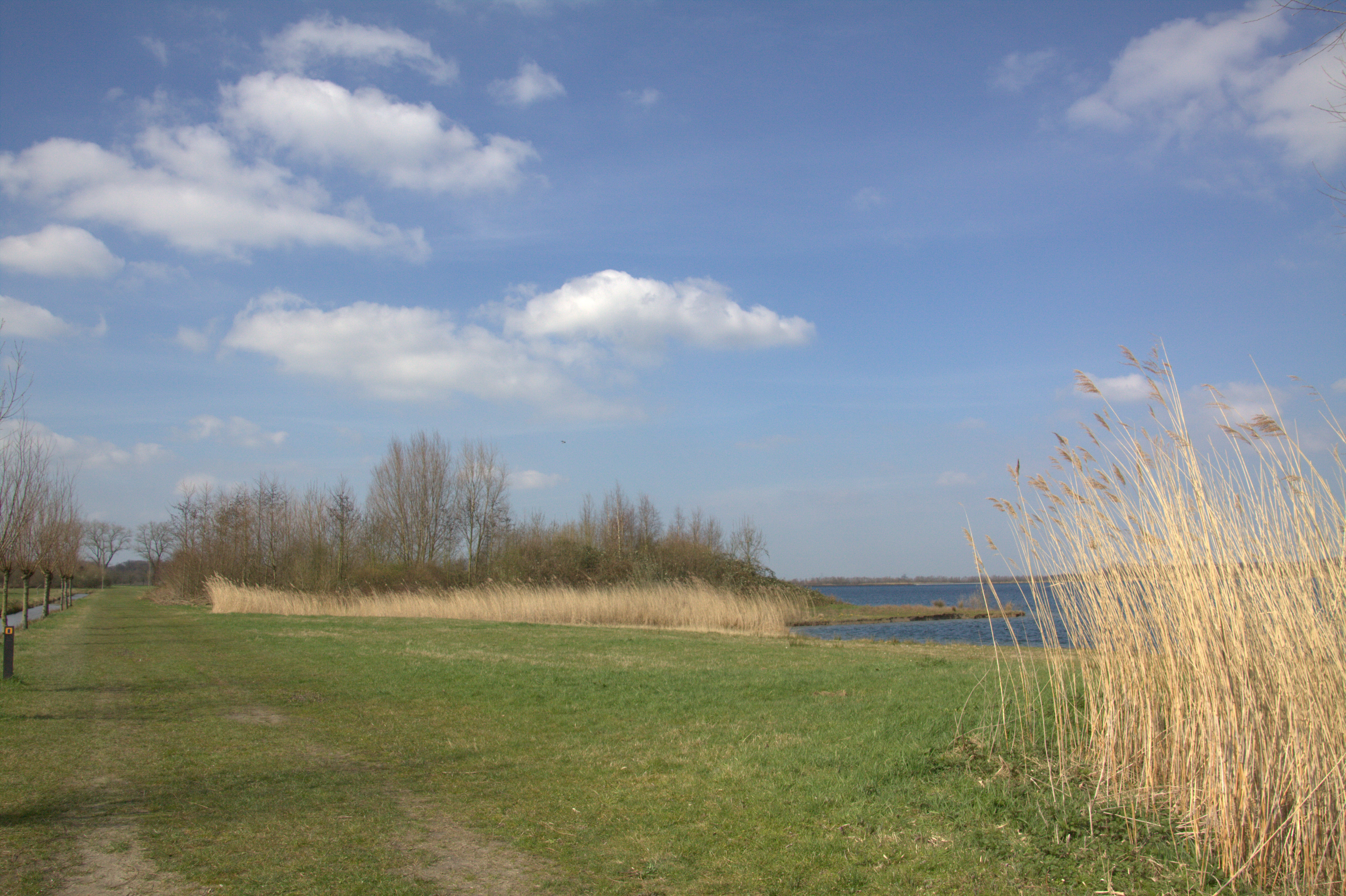
De Themathervelden aan de Haarrijnseplas
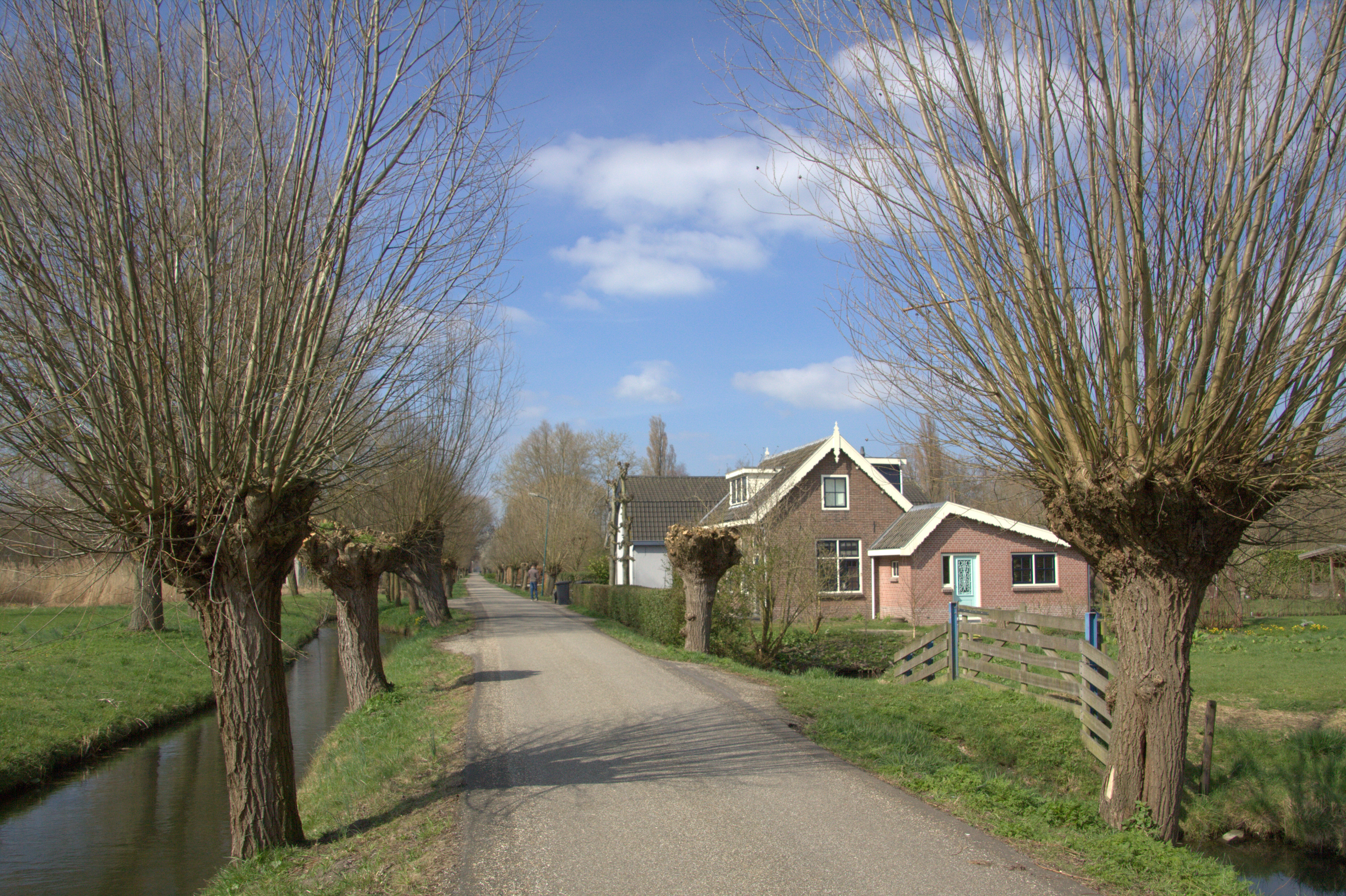
De Smalle Themaat in Vleuten

Wijken van Utrecht: Binnenstad · Oost · Leidsche Rijn · West · Overvecht · Zuid · Noordoost · Zuidwest · Noordwest · Vleuten-De Meern

Dorpen: Haarzuilens · De Meern · Vleuten      Buurtschappen: Alendorp · Blauwkapel (deels) · Lage Haar . Rijnenburg (buurtschap) · Ockhuizen · Oudenrijn · Reijerscop · Stadsdam · Themaat

Utrecht · Plaatsen in de provincie      Nederland · Provincies · Gemeenten